# Johann von Pannwitz
Johann von Pannwitz († 1. August 1446) war Weihbischof und Generalvikar in Breslau sowie Titularbischof von Symbalon (Symbaliensis).

## Leben
Johann entstammte dem Glatzer Zweig des Adelsgeschlechts Pannwitz. Seine Vorfahren hatten mehrere Besitzungen im damals unmittelbar zu Böhmen gehörenden Glatzer Land und besaßen die ebenfalls böhmische Herrschaft Hummel. Für das Jahr 1396 ist er als Pfarrer von Lomnitz belegt, das ebenfalls im Besitz seiner Familie war. Von 1406 bis 1428 war er Pfarrer in Oberschwedeldorf und anschließend Altarist in der Pfarrkirche von Habelschwerdt. Es ist nicht bekannt, ab wann er Dekan des Kollegiatkapitels in Brieg war. Eine weitere Pfründe, mit der die Pfarrei Lüben verbunden war, besaß er am Liegnitzer Kollegiatstift.
Am 11. April 1441 wurde er von Papst Eugen IV. zum Titularbischof von Symbalon (Symbaliensis) ernannt. Obwohl das Glatzer Land zum Erzbistum Prag gehörte, wurde er ebenfalls 1441 zum Weihbischof in Breslau berufen. Bischof Konrad, der 1444 auf sein Amt verzichtet hatte, es ein Jahr später jedoch wieder auf päpstliche Weisung übernehmen musste, berief ihn am 21. Juli 1445 zum Offizial und Generalvikar. 1446 nahm er an der von Bischof Konrad einberufenen Diözesansynode teil, die am 1. Juli beendet wurde. Einen Monat später starb er.